# Canton de la Flèche
Le canton de la Flèche est une division administrative française située dans le département de la Sarthe et la région Pays de la Loire.
À la suite du redécoupage cantonal de 2014, les limites territoriales du canton sont remaniées. Le nombre de communes du canton passe de 7 à 13.

## Géographie
Ce canton est organisé autour de La Flèche dans l'arrondissement de La Flèche. Son altitude varie de 22 m (Bazouges-sur-le-Loir) à 107 m (Clermont-Créans) pour une altitude moyenne de 35 m.

## Histoire
Par décret du 24 février 2014, le nombre de cantons du département est divisé par deux, avec mise en application aux élections départementales de mars 2015. Le canton de la Flèche est conservé et s'agrandit. Il passe de 7 à 13 communes.

## Représentation

### Conseillers d'arrondissement (de 1833 à 1940)
Le canton de la Flèche avait deux conseillers d'arrondissement.
| Période                                  | Période      | Identité                                      | Étiquette | Qualité |
| ---------------------------------------- | ------------ | --------------------------------------------- | --------- | --- |
| 1833                                     | 1839         | Philippe Louis Grollier                       |           | Adjoint au maire de La Flèche                                                                               |
| 1833                                     |              | M. Richard                                    |           | Adjudant-major de la Garde nationale, La Flèche                                                             |
|                                          |              |                                               |           | |
| av.1884                                  |              | Alexandre François Jean-Baptiste Émile Martin |           | |
|                                          |              |                                               |           | |
| 1919                                     | 1922         | M. Moreau                                     | Libéral   | Entrepreneur de charpentes, conseiller municipal de La Flèche                                               |
| 1919                                     | 1922         | Marcel Vallet                                 | Libéral   | Avoué, maire de La Flèche                                                                                   |
| 1922                                     | 1939 (décès) | Albert Courand                                | Rad.      | Éleveur, conseiller municipal de La Flèche, président du conseil d'arrondissement                           |
| 1922                                     |              | M. Richard                                    | Rad.      | |
| 1934                                     | 1940         | Marcel Fontana                                | Rad.      | Avoué, premier adjoint au maire de La Flèche                                                                |
| 1940                                     |              |                                               |           | Les conseils d'arrondissement ont été suspendus par la loi du 12 octobre 1940 et n'ont jamais été réactivés |
| Les données manquantes sont à compléter. |              |                                               |           | |

### Conseillers généraux de 1833 à 2015
| Période | Période          | Identité                            | Étiquette              | Qualité |
| ------- | ---------------- | ----------------------------------- | ---------------------- | --- |
| 1833    | 1839 (décès)     | Pierre Bertrand-Toutain             |                        | Adjoint au maire de La Flèche |
| 1839    | 1874             | Philippe Louis Grollier (1798-1888) |                        | Propriétaire à La Flèche, conseiller municipal puis maire (1839-1852 et 1861-1874) de La Flèche, conseiller d'arrondissement, président du conseil général (1871-1874) |
| 1874    | 1877             | Louis-Émile Bertron-Auger           | Conservateur           | Propriétaire du château des Carmes à La Flèche, président du comice agricole                                                                                           |
| 1877    | 1884 (décès)     | Émile Laurent                       | Républicain            | Maire de La Chapelle-d'Aligné |
| 1884    | 1886             | Léopold Grollier                    |                        | Inspecteur général des services administratifs au ministère de l'Intérieur et des Cultes, propriétaire à La Flèche                                                     |
| 1886    | 1887 (décès)     | Eugène de Neufbourg                 | Droite                 | Conseiller honoraire à la cour d'appel de Poitiers, adjoint au maire de La Flèche                                                                                      |
| 1887    | 1889             | Léopold Grollier                    |                        | Inspecteur général des services administratifs au ministère de l'Intérieur et des Cultes, propriétaire à La Flèche                                                     |
| 1889    | 1895             | Joseph Paul Bouchet                 | Droite                 | Maire de Bazouges-sur-le-Loir (1894-…) |
| 1895    | 1906 (décès)     | Émile Bertron-Auger                 | Rad.                   | Propriétaire à La Flèche |
| 1906    | 1925             | Louis Gaudineau                     | URD                    | Fabricant de papiers, adjoint au maire de La Flèche |
| 1925    | 1940             | René Buquin                         | Rad.                   | Médecin, maire de La Flèche, sénateur (1930-1936), nommé membre de la Commission administrative départementale en 1941, nommé conseiller départemental en 1943         |
|         |                  |                                     |                        | |
| 1945    | 1982 (décès)     | Fernand Guillot (1907-1982)         | SFIO puis DVG puis DVD | Professeur de mathématiques au Prytanée, conseiller régional, maire de La Flèche (1945-1947, 1959-1977)                                                                |
| 1982    | 1994             | Henri de Maupeou d'Ableiges         | UDF                    | Conseiller municipal de La Flèche |
| 1994    | 2001             | Antoine Joly                        | RPR                    | Sous-directeur à la Ville de Paris, député (1993-1997) |
| 2001    | 2008             | Agnès Lorilleux                     | PS                     | Adjointe au maire de La Flèche |
| 2008    | 2012 (démission) | Guy-Michel Chauveau                 | PS                     | Professeur - Maire de La Flèche depuis 1989, député (1981-1993, 1997-2002 et depuis 2012)                                                                              |
| 2012    | 2015             | Nadine Grelet-Certenais             | PS                     | Travailleuse sociale, adjointe au maire de La Flèche |

Le canton participe à l'élection du député de la troisième circonscription de la Sarthe.

### Conseillers départementaux à partir de 2015
| Période élective | Période élective | Mandat | Mandat           | Identité                | Nuance | Nuance | Qualité |
| ---------------- | ---------------- | ------ | ---------------- | ----------------------- | ------ | ------ | --- |
| 2015             | 2021             | 2015   | 2017 (démission) | Nadine Grelet-Certenais |        | PS     | Éducatrice spécialisée, adjointe au maire de La Flèche puis maire depuis 2020, sénatrice (octobre 2017-2020) |
| 2015             | 2021             | 2015   | 2021             | Laurent Hubert          |        | DVG    | Professeur des écoles, maire de Villaines-sous-Malicorne (depuis 2014)                                       |
| 2015             | 2021             | 2017   | 2021             | Michèle Juguin-Laloyer  |        | PS     | Adjointe au maire de La Flèche                                                                               |
| 2021             | 2028             | 2021   | en cours         | Laurent Hubert          |        | DVG    | Conseiller sortant                                                                                           |
| 2021             | 2028             | 2021   | en cours         | Michèle Juguin Laloyer  |        | PS     | Conseillère sortante                                                                                         |

### Résultats détaillés

#### Élections de mars 2015
À l'issue du 1er tour des élections départementales de 2015, trois binômes sont en ballottage : Nadine Grelet-Certenais et Laurent Hubert (Union de la Gauche, 42,45 %), Janine Rival et Arnold Virfollet (FN, 29,44 %) et Michèle Bodet et Pierre Houdayer (Union de la Droite, 28,1 %). Le taux de participation est de 50,49 % (9 029 votants sur 17 883 inscrits) contre 49,74 % au niveau départemental et 50,17 % au niveau national.
Au second tour, Nadine Grelet-Certenais et Laurent Hubert (Union de la Gauche) sont élus avec 43,36 % des suffrages exprimés et un taux de participation de 52,45 % (3 871 voix pour 9 381 votants et 17 884 inscrits).

#### Élections de juin 2021
Le premier tour des élections départementales de 2021 est marqué par un très faible taux de participation (33,26 % au niveau national). Dans le canton de la Flèche, ce taux de participation est de 31,06 % (5 755 votants sur 18 528 inscrits) contre 29,78 % au niveau départemental. À l'issue de ce premier tour, deux binômes sont en ballottage : Laurent Hubert et Michèle Juguin Laloyer (Union à gauche, 31,94 %) et Anne-Charlotte Aubel et Jérôme Prémartin (Union au centre et à droite, 25,88 %).
Le second tour des élections est marqué une nouvelle fois par une abstention massive équivalente au premier tour. Les taux de participation sont de 34,36 % au niveau national, 30,67 % dans le département et 32,18 % dans le canton de la Flèche. Laurent Hubert et Michèle Juguin Laloyer (Union à gauche) sont élus avec 52,45 % des suffrages exprimés (2 885 voix pour 5 963 votants et 18 532 inscrits),,. 

## Composition

### Composition avant 2015

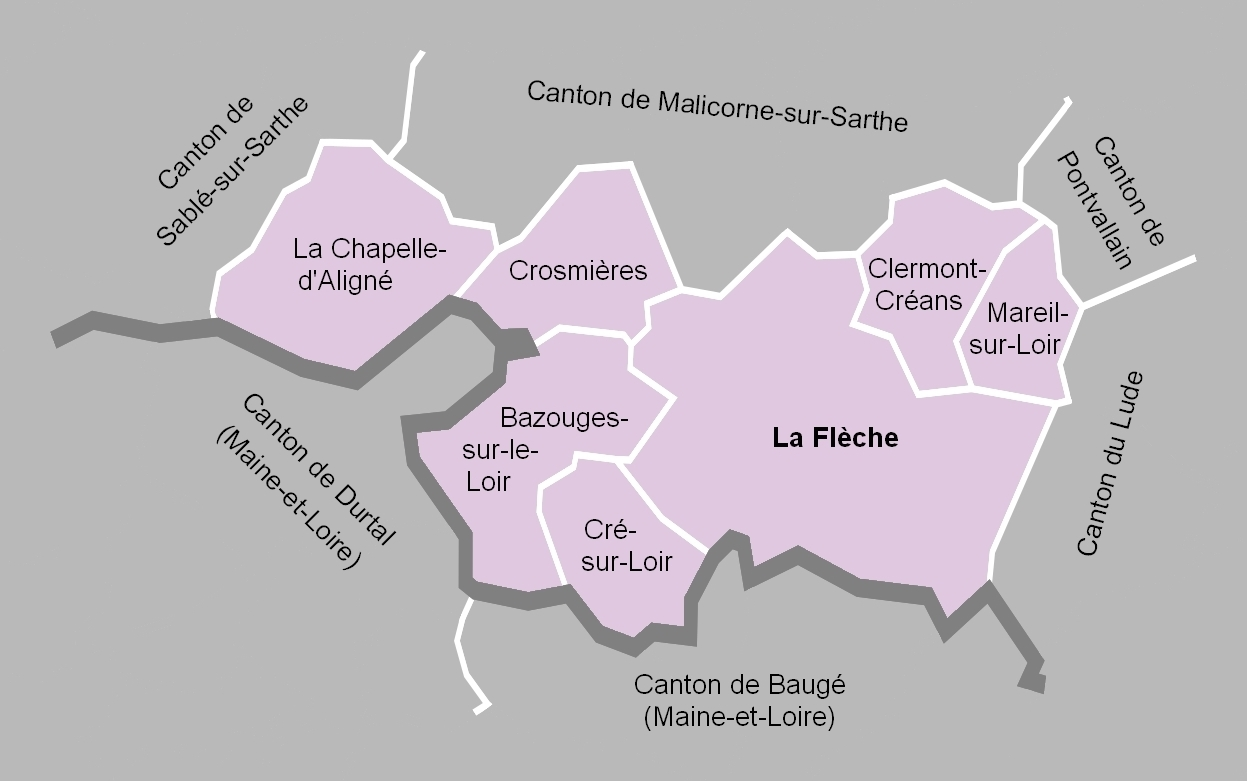
La carte des communes de l'ancien canton. Les cantons limitrophes étaient ceux de Sablé-sur-Sarthe, de Malicorne-sur-Sarthe, de Pontvallain, du Lude, de Baugé et de Durtal.

Situation du canton dans l'arrondissement de La Flèche.

Le canton de la Flèche regroupait sept communes.
| Nom                   | Code Insee | Codepostal | Superficie (km2) | Population (dernière pop. légale) | Densité (hab./km2) |
| --------------------- | ---------- | ---------- | ---------------- | --------------------------------- | ------------------ |
| La Flèche (chef-lieu) | 72154      | 72200      | 74,21            | 14 963 (2012)                     | 202                |
| Bazouges-sur-le-Loir  | 72025      | 72200      | 29,90            | 1 184 (2009)                      | 40                 |
| La Chapelle-d'Aligné  | 72061      | 72300      | 33,04            | 1 589 (2012)                      | 48                 |
| Clermont-Créans       | 72084      | 72200      | 17,82            | 1 274 (2012)                      | 71                 |
| Cré-sur-Loir          | 72108      | 72200      | 17,19            | 805 (2009)                        | 47                 |
| Crosmières            | 72110      | 72200      | 20,45            | 1 018 (2012)                      | 50                 |
| Mareil-sur-Loir       | 72185      | 72200      | 11,83            | 645 (2012)                        | 55                 |

À la suite du redécoupage des cantons pour 2015, toutes les communes sont à nouveau rattachées au canton de la Flèche auquel s'ajoutent une commune du canton du Lude et cinq du canton de Malicorne-sur-Sarthe.

#### Anciennes communes
Les anciennes communes suivantes sont incluses dans le canton de la Flèche :
- Créans, absorbée en 1842 par Clermont. En 1900, la commune prend le nom de Clermont-Créans.
- Sainte-Colombe, absorbée en 1866 par La Flèche.
- Saint-Germain-du-Val et Verron, absorbées en 1964 par La Flèche.

### Composition depuis 2015
Lors du redécoupage de 2014, le canton comptait treize communes entières.
À la suite de la création de la commune nouvelle de Bazouges Cré sur Loir au 1er janvier 2017, le canton comprend désormais douze communes entières.
| Nom                               | Code Insee | Intercommunalité    | Superficie (km2) | Population (dernière pop. légale) | Densité (hab./km2) | Modifier                                    |
| --------------------------------- | ---------- | ------------------- | ---------------- | --------------------------------- | ------------------ | ------------------------------------------- |
| La Flèche (bureau centralisateur) | 72154      | CC du Pays Fléchois | 74,21            | 15 081 (2022)                     | 203                | modifier les données · modifier les données |
| Arthezé                           | 72009      | CC du Pays Fléchois | 8,65             | 351 (2022)                        | 41                 | modifier les données · modifier les données |
| Bazouges Cré sur Loir             | 72025      | CC du Pays Fléchois | 47,09            | 1 946 (2022)                      | 41                 | modifier les données · modifier les données |
| Bousse                            | 72044      | CC du Pays Fléchois | 12,02            | 431 (2022)                        | 36                 | modifier les données · modifier les données |
| La Chapelle-d'Aligné              | 72061      | CC du Pays Fléchois | 33,04            | 1 725 (2022)                      | 52                 | modifier les données · modifier les données |
| Clermont-Créans                   | 72084      | CC du Pays Fléchois | 17,82            | 1 276 (2022)                      | 72                 | modifier les données · modifier les données |
| Courcelles-la-Forêt               | 72100      | CC du Pays Fléchois | 19,60            | 403 (2022)                        | 21                 | modifier les données · modifier les données |
| Crosmières                        | 72110      | CC du Pays Fléchois | 20,45            | 993 (2022)                        | 49                 | modifier les données · modifier les données |
| Ligron                            | 72163      | CC du Pays Fléchois | 13,48            | 484 (2022)                        | 36                 | modifier les données · modifier les données |
| Mareil-sur-Loir                   | 72185      | CC du Pays Fléchois | 11,83            | 658 (2022)                        | 56                 | modifier les données · modifier les données |
| Thorée-les-Pins                   | 72357      | CC du Pays Fléchois | 28,18            | 741 (2022)                        | 26                 | modifier les données · modifier les données |
| Villaines-sous-Malicorne          | 72377      | CC du Pays Fléchois | 19,16            | 1 035 (2022)                      | 54                 | modifier les données · modifier les données |
| Canton de la Flèche               | 7206       |                     | 305,53           | 25 124 (2022)                     | 82                 | modifier les données                        |

## Démographie

### Démographie avant 2015
| 1962   | 1968   | 1975   | 1982   | 1990   | 1999   | 2006   | 2011   | 2012   |
| ------ | ------ | ------ | ------ | ------ | ------ | ------ | ------ | ------ |
| 17 541 | 18 545 | 19 161 | 19 509 | 19 876 | 20 357 | 21 231 | 21 587 | 21 529 |

### Démographie depuis 2015
En 2022, le canton comptait 25 124 habitants, en évolution de −1,15 % par rapport à 2016 (Sarthe : −0,25 %, France hors Mayotte : +2,11 %).
| 2013   | 2018   | 2022   |
| ------ | ------ | ------ |
| 25 109 | 25 063 | 25 124 |